# Takemicu Tóru
Takemicu Tóru (武満 徹 [takeꜜmitsɯ̥ toːɾɯ]) (1930. október 8. – 1996. február 20.) japán zeneszerző és író. Több száz önálló zeneművet, több mint kilencven filmet és húsz könyvet tulajdoníthatunk neki. Ezek mellett alapító tagja volt a Dzsikken Kobónak Japánban. Az 1957-ben készült Requiem (弦楽のためのレクイエム Gengaku no tame no rekuiemu) című vonószenekarra írt műve nemzetközi figyelmet szerzett számára, amely több tengeren túli megbízatást eredményezett. Ezek megalapozták a hírnevét. Az egyik vezető huszadik századi japán zeneszerzőként Takemicu számtalan díjban és kitüntetésben részesült, és róla nevezték el a Toru Takemitsu Composition Awardot.
Takemicu elsődleges érdeklődése a zeneszerzésben a szerkezet, hangszín és a csönd felé irányult. Már a korai, zongorára készült alkotásaiban is – mint a ピアノ・ディスタンス (Piano diszutanszu, 1961), amely egy lassú, négyoldalas munka – található hosszú, csöndes együtthangzás és kitartott néma fermáták.
Takemicunak a フォー・アウェイ (Fó auei, 1973) című műve a legkiterjesztettebb zongorai alkotása, amely öt vagy hat percig tart.

## Életének korai szakasza
Takemicu Tóru 1930. október 8-án született, észak-közép Tokió, Hongoban. Apja Takemicu Takeo, édesanyja Takemicu Reiko. 1930. novemberében a család Talienbe, Mandzsúriába költözött, ahol az apa a dél-mandzsúriai Japán kormánynak volt hivatalnoka. Ott élvezve a kiváltságos életet, mint tagja egy kivándorolt közösségnek, Takeonak lehetősége volt, hogy belemerüljön egyik kedvenc kedvtelésébe, gyakrabban mint ahogy ez valószínűleg máskülönben lehetséges lett volna, a jazz lemezeinek lejátszásába, terjedelmes személyes gyűjteményéből. Rajongott még egy-két másféle zenei vonulatért is, amely valószínű, hogy befolyással lehetett a fia zenei érzékenységének fejlődésére. A Takemicu életrajzát leíró Akijama Kuniharu jegyezte le, hogy Tóru sokáig rajongott a sakuhacsiért (jellegzetes japán bambuszfuvola), és első helyezést ért el egy versenyen, madárhangok utánzásával. Azonban kedvenc lemezei és a dixieland zene, mély benyomást gyakoroltak a kezdő zeneszerzőre, olyan mértékben, hogy közel fél századdal később is, egy Ozava Szeidzsivel történt beszélgetés során Takemicu még mindig tisztán emlékezett olyan nevekre, mint a Kid Ory And His Creole Band, hozzátéve, hogy egy kicsi ebből a jazz zenéből mindig megmarad benne.
1937-ben, amikor eljött az ideje, hogy Takemicu elkezdjen iskolába járni, visszaküldték őt Tokióba, hogy a nagynénjével és nagybátyjával lakjon, Hongo, Akebonoban. Apja egy évvel később követte őt, gyengélkedésre hivatkozva, majd 1938-ban Kagosimában (Japán déli része) halt meg, ahová felépülni ment. Reiko Takemicu 1983-ban váratlanul halt meg. Takemicu 1937-től 1943-ig a Fujimae Általános Iskolába járt, azután a Keika Középiskolába került. A fiú érdeklődése a zene irányába fokozódott a Inui Haruoval való ismertsége révén, egy ugyancsak Keikában tanuló diákkal, aki két évvel Takemicu felett járt és akinek már akkor elismerték kiemelkedő tehetségét.

### A tradicionális japán zene
Egy másik zenei ráhatás, amely Takemicut érte a háború évei alatt, az a nagynénjének koto (hagyományos japán húros, pengetős hangszer) játéka volt. Takemicu nem szerette ennek a zenének a hangzását és későbbi éveiben a koto zene kellemetlen emlékeket idézett fel a háborús Tokióról. A zeneszerző társíthatta az állandó kotojátékot, a magánéletében jelenlévő szomorú korszakkal, és ez okozhatta, hogy ilyen negatívan viszonyuljon a tradicionális japán zenével történt korai találkozáshoz, mint ahogyan azt tette. „Amikor gyerek voltam, Tokióban éltem a nagynénémmel, egy koto tanárral.”-emlékezett vissza később a zeneszerző. „Folyamatosan tradicionális japán zenét hallottam magam körül. Valami oknál fogva sose gyakorolt rám túl nagy hatást, nem vonzott engem. Később, mindig mikor tradicionális japán zenét hallottam, a háború keserű emlékeit idézte fel.” Ahogy ez az idézet is mutatja, a japán tradicionális zenétől való idegenkedés csak fokozódott Takemicunél a háborús évek tapasztalásai miatt, amikor a ’japán’ zenét társították az uralkodó militarizmus kultúrájával. Inkább az élettel teli stílusa a katonai és nacionalista daloknak, amelyeket a fasiszta kormány reklámozott mindenhol, volt az, amely vonzotta a fiatal Takemicut.
A koto zene furcsának és idegennek hallatszott a gyerek Takemicunek, nagyon más volt a jazz és swing hangfelvételektől, amelyeket az apja gyakran lejátszott mandzsúriai otthonukban, és amelyeket a család gyakran hallott az amerikai filmekben.
Takemicu fokozatosan érdeklődésre tett szert a tradicionális japán hangszerekben. Ezt az érdeklődést nyugaton sokszor félreértik. Takemicu gyerekként keveset tudott a japán zenéről és azt a keveset se szerette, amelyet hallott. Amikor elkezdett japán hangszerekre írni kottákat az 1960-as években, a célja az volt, hogy a hangszereket újfajta hangszerelés hatásának elérése érdekében használja. Vagyis, miközben tradicionális japán hangszereket használt, a zene, amelyet Takemicu hozzájuk írt, az 1960-as évekbeli európai avant-garde-on alapult.

### A háború alatt és után
A háború utolsó évében Takemicut besorozták egy ifjúsági ezredbe. Ez az ezred egy távoli élelmiszerraktárnál helyezkedett el Szaitama prefektúrában. Ez az elszigeteltség mentette meg Takemicu életét a pusztító tokiói bombázástól 1945 márciusában és áprilisában.
A háború után Takemicu nem végezte el a Keika Középiskolát, és nem járt egyetemre. 1946-ig kevéske pénzt szerzett cigaretta és rágógumi árusításával a feketepiacon, majd pincérsegédi és pincéri munkát vállalt egy amerikai kantinban, Jokohamában. A kantinos munka legjobb része a hangfelvételek lejátszása volt a táncteremben, ami lehetővé tette Takemicunek, hogy az akkor Amerikában népszerű dalokat és táncokat megtanulja. Munkaidő után, a tánctermi zongorán, egy Yamaha Granden, gyakorolta a dallamokat, melyeket a hangfelvételen hallott. A kantinos munka véget ért, mikor a katona (Mitchell), aki felbérelte Takemicut, visszatért Georgia államba. Ettől kezdve Takemicunek nehéz volt zongorához hozzáférnie, és így zenét tanulnia is. Egy ismerőse, akinek a családjának volt egy építőipari cége, megengedte Takemicunek, hogy használjon egy asztalt az irodában, azon írjon kottákat és gyakoroljon. Egy másik barátja pedig elintézte Takemicunek, hogy egy Pleyel zongorát kibérelhessen, gyönyörű tíkfa és mahagóni felülettel. Ezen a hangszeren írta meg Takemicu a 二つのレント-t (Futatsu no rento) és további korai műveket, s ezen tanult Debussy-, Ravel-, Fauré-kottákat.
Takemicu egész jól megtanult angolul a kantinban, ezután elkezdett magától franciául tanulni, majd pedig modern francia irodalom olvasásához fogott hozzá. Számos későbbi szerzeménye tükrözi a fentebbi két nyelv iránti érdeklődését.

## Akik hatással voltak rá

### Hirao Kisio
1946-ban Takemicu csatlakozott egy nem hivatalos kóruscsoporthoz, akik a kezdő karmester, Hamada Noriteru otthonában próbáltak. Miközben Beethoven kilencedik szimfóniájának a próbáira járt Hamada otthonába, Takemicu megismerte Szuzuki Hirojosit, aki később a Szuzuki Színház producere lett, és Fukusima Kazuo zeneszerzőt, aki később megalapított egy fontos iratokat tartalmazó archívumot, a középkori japán zenéről (korábban gagaku és sómjó) az Ueno Gakuen Női Főiskolán, Tokióban. Szuzuki és Takemicu együtt tanulta Rimszkij-Korszakov zenekari szövegeit, és gondosan átolvasták Hamada kottagyűjteményét Faurétól, Francktól, Rousseltől és más zeneszerzőktől, növelve Takemicu érdeklődését a modern francia zene iránt.
Egy nap 1947-ben, Szuzuki és Takemicu a Koga könyvesboltban voltak Kandában, háború előtti zenei kották után nézve. Takemicu talált egy kottát egy japán zeneszerzőtől, a フルート・ソナチネ (Furűto szonacsine, 1941.) Hirao Kisiotól (1907-1953), aki Franciaországban tanult, Achille Philipnél, Guy de Lioncourt-nál és a Schola Cantorumban. Takemicut megcsapta az ötlet, hogy egy japán írjon musical kottát, úgy mint az európai zeneszerzők, és valószínű, hogy ez volt a közvetlen ösztönzés, amely miatt megpróbált ő maga is szerezni egyet. Számos fiatalkori munkája, beleértve néhány pentatonikus ötfokú zongorai művet, hamar lejegyzésre kerültek. Takemicu és Szuzuki elmentek Hirao otthonába, hogy zeneszerzői leckéket vegyenek, és keservesen csalódottak voltak, mikor Hirao nem fogadta be őket tanítványnak.

### Hajaszaka Fumio
Takemicut Kijosze Jaszudzsi zeneszerző mutatta be Hajaszaka Fumionak 1949-ben, a Tóhó Symphony koncerten. Hajaszaka karrierjének csúcsán volt, amikor a fiatal és befolyásolható Takemicu megismerte őt. Hajaszaka zenekari műve, a Kodai no bukjoku 1938-ban megnyerte a Weingartner díjat, majd pedig ő komponálta a zenei kottákat Kuroszava Akira, A vihar kapujában (1950.) és A hét szamuráj (1954.) című filmjeihez. Habár Takemicu sose részesült kifejezetten zeneszerzői oktatásban Hajaszakától, Takemicu egyedül és Kijoszéval együtt is az ő kottáiból tanult és kifejlődött egy mentori kapcsolat Hajaszakával, amely ahhoz vezetett, hogy Takemicut alkalmazta a filmes zenei kottáinak egyes részeinek lemásolásához. Ez a darabszámra fizetett munka volt a kezdete Takemicu film-zenei karrierjének. Hajaszaka volt az, aki bevezette Takemicut a filmzenék világába és a realizmus és álom szerű fantázia ellentétébe, ami már kisfiú kora óta elbűvölte Takemicut a filmezésben.

## Zenei egyesületek
Takemitcu két zeneszerzői csoportnak is tagja volt az 1950-es években.

### Sin Szakkjokuha Kjókai
Az első egyesület a Sin Szakkjokuha Kjókai (új zeneszerzők egyesülete), amelyet 1946-ban Kijosze Jaszudzsi művész alapított azzal a művészeti céllal, hogy megőrizzék a japán jegyeket a modern zenében. Takemicu 1950 októberében lett a társulat tagja, Kijosze tanítványaként, mint ahogy Hirojosi Szuzuki is. A Sin Szakkjokuha Kjókai kilenc koncertet szervezett 1947 és 1952 között. Takemicu első nyilvánosság előtti előadása a hetedik koncerten volt Tokióban, a Jomiuri Hallban 1950. december 7-én, a 二つのレント (Futatsu no rento) bemutatójával. A nyolcadik koncerten, 1951. május 31-én a 妖精の距離 (Jószei no kjori) bemutatója volt Takemicu második nyilvánosan előadott munkája. Ennek a társulatnak a legmagasabb tagszáma tizenegy ember volt, ezek közül a filmzeneszerző Fumio Hajaszaki mély benyomással volt a fiatal Takemicure, aki tizenkilenc éves korában lépett be a csoportba. Így egy generációval fiatalabb volt mint Hajaszaka, Kijosze, Macudaira Joricune, Vatanabe Urato és további idősebb zeneszerzők a csoportban.

### Dzsikken Kobo
A másik zeneszerzői társaság, amelynek Takemicu tagja volt, az feltehetően az 1950-es évekre legnagyobb befolyással bíró, Dzsikken Kobo (Kísérleti Műhely) volt. A társulat célja az volt, hogy a kortárs művészetekben a feladatokhoz tényleges gyakorlással vagy tapasztalattal álljanak neki. 1951 novemberében alakult meg ez a társulat, és voltak tagjai, akik a zenétől eltérő területről érkeztek: zeneszerzők mint Takemicu, Fukusima, Jűasza és Szuzuki; zongoraművészek mint Szonoda Takahiro; művészek mint Kitadai Sózó, Jamagucsi Kacuhiro, Fukusima Hideko és Komai Tecuró; fényképészek Ocuki Szeidzsi és Kitadai; színpadi világítás szakértő mint Imai Naodzsi; technikus mint Jamazaki Hideo és költők mint Takigucsi Sűzó és Akijama.
A Dzsikken Kobo tizenhárom koncertet, színpadi produkciót és művészeti kiállítást mutatott be 1951 és 1958 között. Az első ezek közül a Joie de vivre volt, egy balettelőadás, Szuzuki és Takemicu zenéjével.
Egy koncerten, a Jamaha Hallban 1956. február 6-án került bemutatásra elektronikus zene. Feltehetően Takemicu legfontosabb elektronikus vagy musique concrète munkája, a Fűgecu Hallban (Sindzsuku városban) volt hallható 1957 augusztusában, egy koncerten, ahol a 弦楽のためのレクイエム (Gengaku no tame no rekuiemu) második előadása is megtörtént.

## Magánélete
Az 1950-es évek második felében Takemicu megismerkedett Aszaka Vakajamával, a Shiki Theater színtársulat színésznőjével. Közös érdeklődéssel voltak a színház világa és a francia irodalom felé, habár abban az időben Takemicu E.T.A. Hoffmann-t, Edgar Allan Poe-t és Ambrose Bierce-t olvasott, akik közismertek a groteszk és természetfölötti történeteikért. Aszaka Camus-t és Sartre-ot olvasott. 1954. június 15-én házasodtak össze, majd született egy lányuk, 1961. december 16-án, akit Makinak neveztek el.

## Tengerentúli elismerés
Az 1950-es években Takemicu megismerte Igor Stravinskyt. Stravinsky Japánban tartózkodott 1959 áprilisában és május elején, hogy próbák és koncertek sorozatát vezényelje le Tokióban, Kiotóban és Oszakában. Ezen a turnén Stravinsky meg akart hallgatni néhány japán zenekari munkát és egy gyakorlásszerű meghallgatást szerveztek az NHK Symphony Orchestrával. Takemicu benyújtotta a 弦楽のためのレクイエム (Gengaku no tame no rekuiemu) munkáját a program szervezőinek, akik elutasították, hogy szerepeljen az összejövetelen. Azonban valaki elmulasztotta, hogy kivegye Takemicu kottáját a zenekari tagok mappáiból, így azok akaratlanul is elkezdték játszani a művet, Stravinskyvel a hallgatóság között. A hibát hamar észrevették és a karmester megállította a zenekart, ám Stravinsky megkérte, hogy folytassák. Utána a sajtókonferencián Stravinsky megemlítette Takemicut név szerint és megjegyzést tett a darab heves intenzitására. Habár a Requiemet nem adták elő nyilvánosan Stravinsky Japánban töltött látogatása alatt, Takemicu hírneve, megalapozódott Stravinsky észrevételei által. A Requiemet 1960 óta több százszor előadták.
Azonban maga Stravinsky se felejtkezett meg Takemicuről, mikor hazatért Los Angelesbe. További ottani zeneszerzőknek és koncert szervezőknek megemlítette Takemicu nevét, így Kalifornia lett az egyik első tengerentúli hely, ahol Takemicu zenéjét gyakran játszották.
Takemicu számtalan tengerentúli utazása 1964 márciusában kezdődött, amikor részt vett egy elektronikus zenei fesztiválon, amit a San Francisco Tape Music Centerben tartottak. Ott megismerkedett John Cage-el és David Tudorral, akivel már korábban is találkozott 1962 októberében, amikor Tokióban voltak. Takemicu barátsága az amerikai művészekkel elmélyült 1964 novemberében, amikor a Collective Musique a Shógetsu Hallba hozta Cage-et, Tudort és a Merce Cunningham Dance színtársulatot előadni.

## Bővebben a Requiemről (弦楽のためのレクイエム Gengaku no tame no rekuiemu)
Két évvel Hajaszaka halála után, Takemicu maga is betegágyba kényszerült, és ebben a korlátozott állapotban dolgozott a Tokió Symphony Orchestra megbizatásán. Néha csak egyetlen ütemet sikerült írnia, vagy akár csak egy felet a nap folyamán. A munkát, 弦楽のためのレクイエム (Gengaku no tame no rekuiemu), amely végül a lelkiismeretes fáradozások után megszületett, 1957 júniusában mutatták be először. A zeneszerző akkori megjegyzése kétség kívül azt a benyomást keltette, hogy az ő erősen gyászos munkáját emlékműként szánta elhunyt mentorának. Habár Takemicu azt állította, hogy „a művet nem egy konkrét személy halála felett gyászolva írta”, ahogy alkotta, „egyre inkább Fumio Hajaszakára gondolt, és az eltávozásának gyászolására.”
A későbbi években azonban, Takemicu egy némileg teljesebb magyarázatot adott a Requiem keletkezési hátteréről, és utalt egy második lehetséges emberre, aki számára ajánlotta a művet. A sok közül az egyik beszélgetésében Tacsibana Takasival, például Takemicu megjegyezte, hogy: „...különösen abban az időben komoly beteg voltam, és mivel végül is ráeszméltem, hogy nem tudom mikor fogok meghalni, a végén arra jutottam, hogy így vagy úgy, de szeretnék egy darabot alkotni halálom előtt… Azt gondoltam, meg kellene írnom a saját requiememet.” Ezt a második verziót, amely szerint maga a zeneszerző a tárgya a műnek, alátámasztják Takemicu más szövegekben való megszólalásai. A fent említett interjú alapján bizonyossá vált, hogy valóban Hajaszaka halálának eredménye az, hogy Takemicu a Meditation címet Requiemmé alakította. Ezek mellett, ugyanez az ösztönzés biztosította számára azt, amely eddig hiányzott a zeneszerzőből, a kellő eltökélt erőt és tiszta képet, amelyek szükségesek, hogy dolgozzon a tervezett munkán.

## Utolsó évei
A rangos körülmények között lezajlott ヴィジョンズ (Vidzsonzu, 1990) premierje – a Chicago Symphony Orchestra előadásában, Daniel Barenboim vezetésével – jól jellemzi, milyen szinten volt már elfogadott Takemicu zenéje akkor nyugaton. Ugyanígy mutatja ezt a magas színvonalú felkérések áradata, díjak és kinevezések, amelyek továbbra is betöltötték a határidőnaplóját a következő jó pár évre.
Azonban ez a lázas ténykedés egy hirtelen szünetre kényszerült 1995 nyarán, amikor Takemicu elájult és kórházba kényszerült. Ekkor megállapították Takemicu halálos betegségét, a rákot. Típusát különböző forrásokban különbözőképpen említik. Októberre a mellékhatások is láthatóvá váltak. Takemicu egyre inkább legyengült és képtelenné vált az előadásokon részt venni, nem tudta tovább folytatni a munkát egy tervezett operán sem. Azonban még itt is, mindenféle más munka végzésének lehetőségétől megfosztva, Takemicu naplót írt, emellett megtervezett egy képzelt szakácskönyvet külföldi receptekkel, elragadóan illusztrálva aprólékos ceruzarajzokkal. Mindkét munkája az utóbbi időben lett Japánban kiadva. Kiszabadulva a kórházból, a lelkesedése az alkotói élet felé újra fellángolt, azonban a jobbulás rövidéletűnek bizonyult.
1996. február közepe táján Takemicu újból kórházba került Tokió, Minatóba, súlyosan beteg állapotban, majd február 20-án 1:15-kor meghalt. Február 26-án délután tartották meg a temetését. Utolsó óráiban valamilyen rejtelmes és hátborzongató véletlennek köszönhetően a rádióban, mindegyiknél jobban kedvelt munkáját hallgatta Bachnak, a Máté-passióját.
Halálának idején, 1996. február 20-án Takemicu Tórut tartották a vezető japán zeneszerzőnek.

## Fontosabb művei[12]
| Zenekari művek - 弦楽のためのレクイエム˙ (Gengaku no tame no rekuiemu, 1957) - 樹の曲 (Ki no kjoku, 1961) - 地平線のドーリア (Csiheiszen no dória, 1966) - グリーン (Gurín, 1967) - 冬 (Fuju, 1971) - 鳥は星型の庭に降りる (Tori va hosigata no niva ni oriru, 1977) - ア・ウェイ・ア・ローン II (A uei a rón II, 1981) - 夢の時 (Jume no toki, 1981) - 雨ぞふる (Ame zo furu, 1982) - 夢窓 (Musó, 1985) - トゥウィル・バイ・トワイライト – モートン・フェルドマンの追憶に (Tűiru bai towairaito – móton ferudoman no cuioku ni, 1988) - トゥリー・ライン (Turí rain, 1988) - ヴィジョンズ (Vidzsonzu, 1990) I 神秘 (Sinpi) II 閉じた眼 (Todzsita me) - ハウ・スロー・ザ・ウィンド (Hau suró za vindo, 1991) - 群島S. (Guntó S., 1993) Elektronikus zene - ルリエフ･スタティク (Ruriefu szutatiku, 1955) - ヴォーカリズムA・I (Vókarizumu A I, 1956) - 水の曲 (Mizu no kjoku, 1960) - 怪談 (Kaidan, 1964) Kamarazene - ソン・カリグラフィ I–III (Szon karigurafi I – III, 1958–1960) - リング (Ringu, 1961) - ヴァレリア (Vareria, 1965) - ユーカリプスII (Jűkaripuszu II, 1971) - ガーデン・レイン (Gáden rein, 1974) - ウェイブス<波> (Ueibuszu < nami >, 1976) - カトレーンII (Katorén II, 1977) - ア・ウェイ・ア・ローン (A uei a rón, 1981) - 揺れる鏡の夜明け (jureru kagami no joake, 1983) - シグナルズ・フロム・ヘヴン – Two Antiphonal Fanfares – (Sigunaruzu furomu hevun– Two Antiphonal Fanfares –, 1987) I デイ･シグナル (Dei sigunaru) II ナイト･シグナル (Naito sigunaru) - そして、それが風であることを知った (Szosite, szore ga kazedearu koto o sitta, 1992) | Zongoraművek - ロマンス (Romanuszu, 1949) - 二つのレント (Futatszu no rento, 1950) - ピアノ・ディスタンス (Piano diszutanszu, 1961) - ピアニストのためのコロナ (Pianiszuto no tame no korona, 1962) - Crossing (1962) - フォー・アウェイ (Fó auei, 1973) - 閉じた眼 – 瀧口修造の追憶に – (Todzsita me – takigucsi sűzó no cuioku ni, 1979) - 雨の樹素描 (Ame no ki szobjó, 1982) - リタニ – マイケル・ヴァイナーの追憶に – (Ritani – Maikeru vainá no cuioku ni, 1950/1989) - 雨の樹素描 II – オリヴィエ・メシアンの追憶に – (Ame no ki szobjó II – orivie mesian no cuioku ni –, 1992) Gitár - フォリオス (Forioszu, 1974) - ギターのための12のうた (Gitá no tame no 12 no uta, 1974, 1977) - ラスト・ワルツ (Raszuto varucu, 1983) - ヒロシマという名の少年 (Hirosima to iu na no sónen, 1987) - オール・イン・トワイライト – ギターのための四つの小品 – (Óru in tovairaito – gitá no tame no joccu no sóhin –, 1987) - 不良少年 (Furjó sónen, 1961, 1992) - ギターのための小品 – シルヴァーノ・ブソッティの60歳の誕生日に – (Gitá no tame no sóhin – siruváno buszotti no 60-szai no tandzsóbi ni –, 1991) - エキノクス (Ekinokuszu, 1993) - 森の中で – ギターのための三つの小品 – (Mori no naka de – gitá no tame no miccu no sóhin –, 1995) Filmzenék - おとし穴, (Otosi ana) rendezte: Tesigahara Hirosi (1962) - 切腹, (Szeppuku) rendezte: Kobajasi Maszaki (1962) - 砂の女, (Szuna no onna) rendezte: Tesigahara Hirosi (1964) - 怪談, (Kaidan) rendezte: Kobajasi Maszaki (1964) - 暗殺, (Anszacu) rendezte: Sinoda Maszahiro (1964) - 他人の顔, (Tanin no kao) rendezte: Tesigahara Hirosi (1966) - 上意討ち 拝領妻始末, (Dzsóiucsi hairjódzuma simacu) rendezte: Kobajasi Maszaki (1967) - 心中天網島, (Sindzsű ten Amidzsima) rendezte: Sinoda Maszahiro (1969) - どですかでん, (Dodeszukaden) rendezte: Kuroszava Akira (1970) - 愛の亡霊, (Ai no bórei) rendezte: Osima Nagisza (1978) - 乱, (Ran) rendezte: Kuroszava Akira (1985) - 黒い雨, (Kuroi ame) rendezte: Imamura Sóhei (1989) - ライジング・サン, (Raidzsingu szan) rendezte: Philip Kaufman (1993) |

## Fordítás
- Ez a szócikk részben vagy egészben  a   Tōru Takemitsu című angol Wikipédia-szócikk fordításán alapul.  Az eredeti cikk szerkesztőit annak laptörténete sorolja fel. Ez a jelzés csupán a megfogalmazás eredetét és a szerzői jogokat jelzi, nem szolgál a cikkben szereplő információk forrásmegjelöléseként.
- Ez a szócikk részben vagy egészben  a   List of compositions by Toru Takemitsu című angol Wikipédia-szócikk fordításán alapul.  Az eredeti cikk szerkesztőit annak laptörténete sorolja fel. Ez a jelzés csupán a megfogalmazás eredetét és a szerzői jogokat jelzi, nem szolgál a cikkben szereplő információk forrásmegjelöléseként.